# Artur Smoljaninov
Artur Sergejevič Smoljaninov (* 27. října 1983, Moskva) je ruský divadelní, filmový, televizní a rozhlasový herec a divadelní režisér.

## Život

### Rodina
Artur Sergejevič Smoljaninov se narodil 27. října 1983 v Moskvě v rodině učitele hudby Sergeje Povolockého a výtvarnice Marie Smoljaninové. Arturovým kmotrem byl herec, režisér a bývalý kněz Ivan Oklobystin. Otec opustil rodinu, když bylo Arturovi pět let, vychovával ho nevlastní otec, lingvista Sergej Nikolajev.

### Dětství a mládí
Dětství a mládí prožil v Kaliningradu Moskevské oblasti (od roku 1996 Koroljov). Arthur má dva mladší bratry a sestru. Jeho nevlastní bratr Anton je umělec, druhý nevlastní bratr Jemeljan si odpykává 19letý trest za účast na vraždách a útocích z nacionalistických důvodů.

### Kariéra
Cestu do světa kinematografie Smoljaninovovi otevřel Valerij Prijomychov, režisér filmu Kdo, když ne my z roku 1998, kdy bylo Arthurovi 14 let. Setkání s Prijomychovem radikálně změnilo Arthurův život, obrátilo ho jiným směrem, po tomto filmu štěstí a úspěch neopustily mladého herce ani na minutu. Bezprostředně po úspěšném filmovém debutu si Arthur zahrál ve filmu Triumf (2000). Herec se stal široce známým díky roli Fierce ve filmu o afghánské válce 9. rota (2005) režiséra Fjodora Bondarčuka, který se stav v Rusku kasovním trhákem.
V roce 2000, po absolvování střední školy (externě), nastoupil na katedru režie se zaměřením na herectví na Ruské akademii divadelních umění (GITIS), kterou v roce 2004 absolvoval (vedoucí kurzu - Leonid Cheifec). Do této doby měl Smoljaninov za sebou již téměř tucet děl ve filmu a televizi.
V roce 2006 byl Artur Smoljaninov přijat do souboru moskevského divadla Sovremenik (Современник). V absolventských představeních si zahrál tátu v Rodinných situacích Biljany Srbljanovičové, Vichoreva ve hře Do cizích saní nesedej od A. N. Ostrovského. Repertoár umělce zahrnoval role Soleného ve hře Tři sestry od A.P. Čechova, dánského krále ve hře Ještě jednou o nahém králi od Leonida Filatova, Pompeia a posla ve hře Variace na Antonia a Kleopatru Olega Bogaeva a Kirilla Serebrenikova podle tragédie Antonius a Kleopatra od Williama Shakespeara, prince Hjalmara ve hře Malene podle hry Princezna Malene od Maurice Maeterlincka. Na začátku roku 2022 divadlo Sovremenik opustil.
V roce 2012 byl uveden seriál s názvem Samara, ve kterém hrál Smoljaninov hlavní roli lékaře záchranné služby Olega Samarina (Samaru). Poté, v roce 2014, byla vydána druhá série, Samara 2, kde hrál s Dariou Poverenovou.
V roce 2014 se zúčastnil sportovní a zábavní ledové televizní show Ice Age 5 v páru s olympijskou vítězkou Taťánou Totmjaninovou na ruském Prvním kanále.
27. ledna 2022 byl uveden film Marie, spas Moskvu, režisérky Věry Storoževové, ve které hrál Smoljaninov jednu z hlavních rolí.

### Osobní život
31. srpna 2013 se Artur Smoljaninov oženil s herečkou Darjou Melnikovovou (narozena 9. února 1992, Omsk). 27. října 2015, v den Arturových narozenin, se páru narodil syn, který dostal jméno po svém otci, 7. prosince 2018 se páru narodil druhý syn Mark. Dne 6. června 2021 Darja oznámila rozvod s Arturem.
Artur má rád fotbal a je fanouškem fotbalového klubu Spartak Moskva.

## Veřejné působení
Smoljaninov je členem správní rady nadace Gift of Life, která pomáhá dětem s onkohematologickými onemocněními, a Galčonok, která pomáhá dětem s organickými poruchami centrálního nervového systému. Opakovaně se účastnil charitativních akcí.
V rozhovoru s ruskou novinářkou působící v Lotyšsku Kateřinou Gordejevovou se postavil proti ruské invazi na Ukrajinu v roce 2022. Pro jeho veřejně vyjádřené protiválečné postoje byl v Rusku trestně stíhán a hrozilo mu několik let vězení. Smoljaninov z Ruska utekl a v lednu 2023 prohlásil, že pokud by byl nucen účastnit se války na Ukrajině, tak by bojoval za Ukrajinu, ne za Rusko.